# Songs in the Attic
Songs in the Attic je prvi album v živo ameriškega kantavtorja Billyja Joela, ki je izšel 14. septembra 1981. 
Album predstavlja Joelova zgodnja dela oboževalcem, ki so njegovo glasbo začeli poslušati po albumu The Stranger. V Joelovih začetnih albumih so večino instrumentov odigrali studijski glasbeniki, sam Joel pa je odpel skladbe ter igral klavir, klaviature in orglice. Konec 70. let pa je Joel imel konstantno spremljevalno zasedbo, s katero je želel ponovno posneti te skladbe. 
Kot singli so izšle skladbe: »Say Goodbye to Hollywood« in »She's Got a Way«, ki sta se uvrstili med top 25, ter »You're My Home«. Na Japonskem je leta 1981 izšel tudi single »Los Angelenos«.
Posneta je bila tudi serija videospotov. Štirje so bili posneti na koncertih, eden pa v studiu: »Everybody Loves You Now«, »You're My Home«, »Los Angelenos«, »Say Goodbye to Hollywood« (na koncertih) in »She's Got a Way« (v studiu). Vse videospote je režiral Steve Cohen.

## Seznam skladb
Vse skladbe je napisal Billy Joel.
Stran 1
1. »Miami 2017 (Seen the Lights Go Out on Broadway)« – 5:05
  - 24. junij 1980, Madison Square Garden, New York, NY
2. »Summer, Highland Falls« – 3:03
  - 23. julij 1980, Bayou, Washington, D.C.
3. »Streetlife Serenader« – 5:17
  - 20. julij 1980, St. Paul Civic Center, St. Paul, MN
4. »Los Angelenos« – 3:48
  - 10. julij 1980, Toad's Place, New Haven, CT
5. »She's Got a Way« – 3:00
  - junij 1980, Paradise Rock Club, Boston, MA
6. »Everybody Loves You Now« - 3:08
  - 23. julij 1980, Bayou, Washington, D.C.

Stran 2
1. »Say Goodbye to Hollywood« – 4:25
  - 14. julij 1980, Milwaukee Arena, Milwaukee, WI
2. »Captain Jack« – 7:16
  - 5. julij 1980, Spectrum, Philadelphia, PA
3. »You're My Home« – 3:07
  - 23. julij 1980, Bayou, Washington, D.C.
4. »The Ballad of Billy the Kid« – 5:28
  - 24. junij 1980, Madison Square Garden, New York, NY
5. »I've Loved These Days« – 4:35
  - 16. julij 1980, The Horizon, Chicago, IL

## Osebje

### Zasedba
- Billy Joel – vokali, klavir, sintetizator, orglice
- Doug Stegmeyer – bas kitara
- Liberty DeVitto – bobni, tolkala
- Richie Cannata – saksofon, orgle, flavta
- David Brown – električna solo kitara, akustična solo kitara
- Russell Javors – akustična ritem kitara, električna ritem kitara

### Produkcija
- Phil Ramone – producent
- Ted Jensen – mastering

## Lestvice
| Lestvica (1981–82)              | Najvišja uvrstitev |
| ------------------------------- | ------------------ |
| Avstralija (Kent Music Report)  | 9                  |
| Japonska (Oricon)               | 3                  |
| Kanada (RPM)                    | 21                 |
| Norveška (VG-lista)             | 12                 |
| Nova Zelandija                  | 30                 |
| Švedska                         | 38                 |
| Zahodna Nemčija (Media Control) | 51                 |
| ZDA (Billboard 200)             | 8                  |
| Združeno kraljestvo             | 57                 |

| Lestvica (1981)          | Mesto |
| ------------------------ | ----- |
| Avstralija               | 53    |
| Kanada                   | 69    |
| Lestvica (1982)          | Mesto |
| ZDA (Billboard Year-End) | 98    |

| Regija          | Certifikat   | Prodaja   |
| --------------- | ------------ | --------- |
| Japonska (RIAJ) |              | 286,000   |
| ZDA (RIAA)      | 3x platinast | 3,000,000 |